# Antilibanon
Az Antilibanon (arabul: جبال لبنان الشرقية, angol: Anti-Lebanon Mountains) hegyvonulat Libanon és Szíria között, amely észak–déli irányban vonul kb. 150 km-en hosszan. 

## Jellemzői
Határai: 
- nyugaton a Bekaa-völgy (Biká-völgy), amely elválasztja a Libanoni-hegységtől
- keleten a Keleti-fennsík, amely tartalmazza a Helbun-völgyet is, ahol Damaszkusz található
- délen a Hermon-hegyet határoló Hasbani-folyó, amely a Golán-fennsíkkal határos
- északon Homsz város völgye

Mészkőgerinceit a folyók a Jura-hegységre emlékeztető keskeny szurdokokban réselik át. 
Déli folytatásában, attól csak egy szerkezeti vonalon kialakult völgymedencével elválasztva magasodik Szíria legcsapadékosabb és egyben legmagasabb hegyvidéke, a Hermon-hegy. Legmagasabb pontja a 2814 méteres Dzsebel esz-Sejk (arab: جبل الشيخ vagy جبل حرمون ).
Az erősen karsztos Antilibanonban a meredek lejtők megakadályozzák a mezőgazdaság kialakulását.